# Rapagnano
Rapagnano é uma comuna italiana da região dos Marche, província de Fermo, com cerca de 1.873 habitantes. Estende-se por uma área de 12 km², tendo uma densidade populacional de 156 hab/km². Faz fronteira com Fermo, Grottazzolina, Magliano di Tenna, Monte San Pietrangeli, Montegiorgio, Torre San Patrizio.

## Demografia
| Variação demográfica do município entre 1861 e 2011                               |
|                                                                                   |
| Fonte: Istituto Nazionale di Statistica (ISTAT) - Elaboração gráfica da Wikipedia |